# Kwashiorkor
A Kwashiorkor a gyermekkorban jelentkező hiánybetegség, hiányos fehérje- és energiabevitel (azaz krónikus minőségi és mennyiségi éhezés) miatt kialakuló akut hiánybetegség, amelyet vizenyő (oedema), ingerlékenység (irritábilitás), kóros étvágytalanság (anorexia), fekélyes bőrgyulladás és megnagyobbodott, elzsírosodott máj jellemez.

## Bevezetés

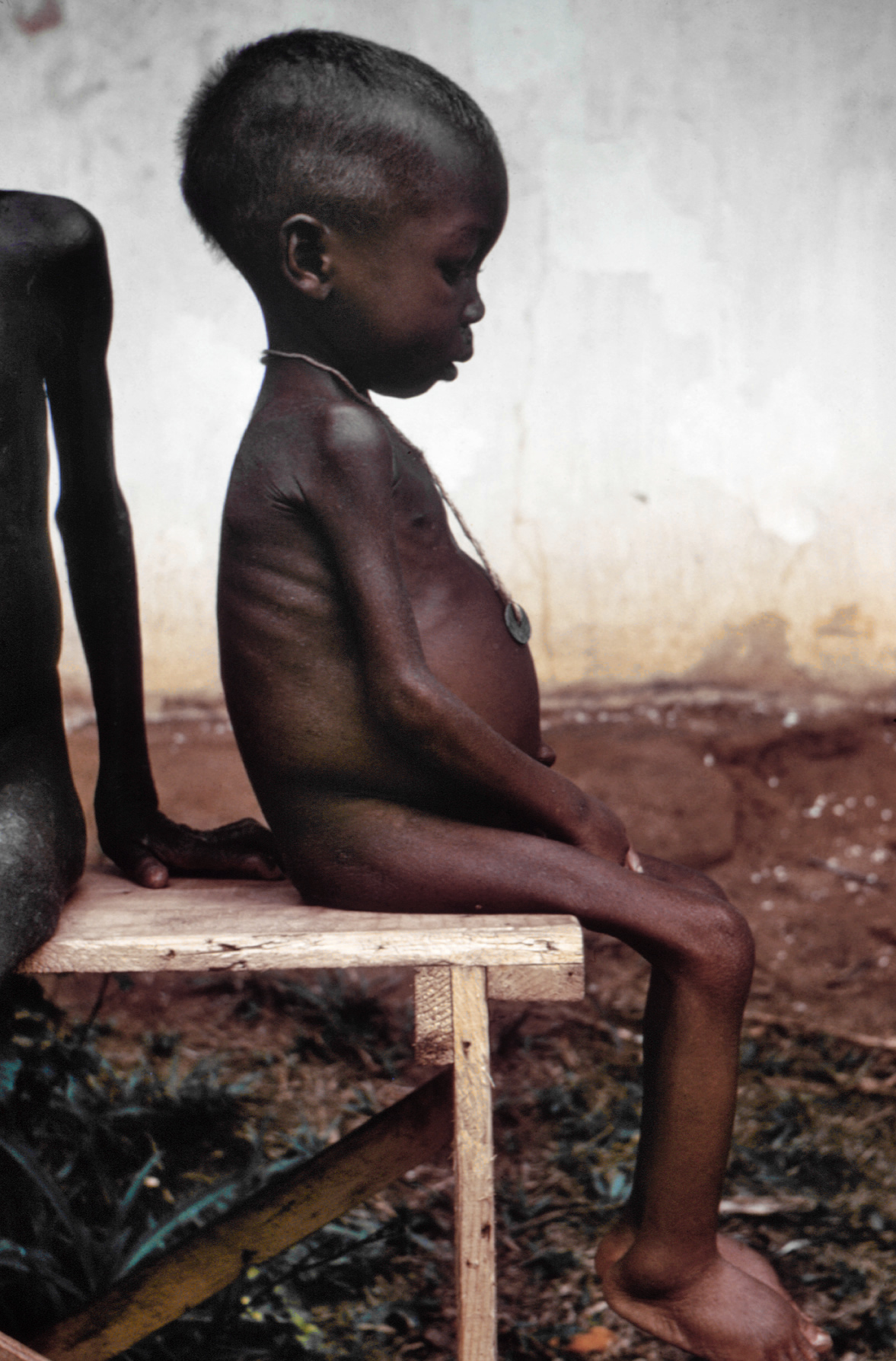
Egy példa a sok, menekülttábori kwashiorkor—os esetből a Nigéria-Biafrai Háború idejéből.

Az elégtelen táplálkozás miatt jelenlévő vizenyő a kwashiorkor meghatározó tünete. A kwashiorkor betegségről úgy vélték, hogy azt főként az elégtelen fehérjebevitel okozza elegendő kalóriabevitel mellett, a marasmustól (marasmus= elégtelen táplálkozás/éhezés okozta sorvadás, amelyben az elégtelen fehérjebevitelhez elégtelen energiabevitel is társul) megkülönböztethetően. (Ez idős korban nem feltétlenül a rendelkezésre álló élelmiszerek hiánya, hanem az egyéb okokból bekövetkező elégtelen táplálkozás és felszívódászavar miatt jön létre.) Újabban felismerték, hogy a mikrotápanyagok és az antioxidánsok hiányos felvétele járulékos tényezőként szerepel. A fejlett világban a kórkép ritka.
A kórkép nevét egy jamaikai gyermekgyógyász, Dr. Cicely D. Williams tette elfogadottá az orvosi szakmában egy 1935-ben, a ’’Lancet’’ folyóiratban publikált cikkével. A név a Ga-nyelvből származik, amely a ghánai partvidéken használatos nyelv. A kifejezés megközelítőleg úgy fordítható, hogy „az a betegség, ami akkor jön, amikor a következő baba várható” ", (Érdeklődött egy afrikai ápolónőnél, hogy miért nevezik így a betegséget. A megkérdezett azt válaszolta, hogy ez azt jelenti, ez az a betegség, ami akkor jön, amikor a következő gyermek várható.) Cicely feltételezte, hogy ez azt jelenti, hogy a meglévő gyermekek ilyenkor nem kapnak már eleget enni. Az afrikai szokásokat figyelembe véve úgy gondolta, hogy az idősebb gyermek az újabb érkezése után már nem kaphat annyi anyatejet, amennyi elegendő volna a fejlődéséhez szükséges fehérjék és aminosavak biztosításához, amelyeket addig az anyatejjel kapott meg. Ezeknél a fokozott kockázati csoportba kerülő gyermekeknél kialakulhat a kwashiorkor, miután az anya megvonja tőlük az anyatejet és sok szénhidrátot (főleg keményítőt), de kevés fehérjét tartalmazó étrendre szoktatja őket.

## Jelek és tünetek
A rosszul táplált gyermekeknél a kwasiorkor betegség meghatározó tünete a láb vizenyője ’’(lábduzzadás)’’. Az egyéb jelek közé tartozik a hastérfogat növekedése, a megnagyobbodott, elzsírosodott máj zsírmáj , a gyérülő haj, a fogak elvesztése, a bőr festékanyagának hiánya ’’(pigmenthiány)’’ és a bőrgyulladás ’’(dermatitis)’’. A kwasiorkor betegségben szenvedő gyermekeknél gyakran alakul ki túlérzékenység/ingerlékenység ’’(irritabilitás)’’ és kóros étvágytalanság (anorexia). A kwasiorkor betegség áldozatainál hiányzik az antitest termelés a fertőző betegségek megelőzésére szolgáló vaccináció után, így a diftéria és a szalmonellózis elleni védőoltásoknál is. Általában a betegség kezelhető fehérjék hozzáadásával az étrendhez, bár a kórkép súlyos hosszú távú károsodásokat okozhat a gyermekek fizikai és mentális fejlődésében, sőt a legsúlyosabb esetek halálhoz vezethetnek.

## Lehetséges okok

A fehérje és energiahiányos táplálkozás okozta kórképek életkorra korrigálva 100,000 lakosra számítva 2002-ben.
nincs adat
10-nél kevesebb
10-100
100-200
200-300
300-400
400-500
500-600
600-700
700-800
800-1000
1000-1350
1350-től több

A kwasiorkor kialakulására számos magyarázat létezik, és a téma továbbra is ellentmondásos. Ma elfogadott, hogy az elégtelen fehérjebevitel elégtelen energia- és mikrotápanyag bevitellel kombinálódik. Az állapot valószínűleg számos tápanyagtípus elégtelen felvétele miatt alakul ki (pl. vas, folsav, jód, szelenium, C-vitamin), amelyek különösen fontos szerepet játszanak antioxidánsként. Más fontos antioxidánsok szintje is csökkent a kwasiorkor-os gyermekekben, így a glutathion a albumin (HSA), az E-vitamin és a többszörösen telítetlen zsírsavak. Ezért ha egy alultáplált és antioxidáns-hiányos gyermek stresszhatásnak van kitéve (pl. valamilyen fertőzésnek vagy toxinnak) nagyobb valószínűséggel alakul ki nála a kwasiorkor.
Az elhanyagolt táplálás is lehet ok. Dr. Latham, Cornell Egyetem Nemzetközi Táplálkozási Programjának igazgatója említett egy esetet, amikor a szülők, akik gyermeküket kasszavával táplálták, nem ismerték fel a táplálék elégtelenségét a tünetegyüttessel járó vizenyő (ödéma) miatt, és váltig bizonygatták, hogy gyermekük jól táplált a fehérjehiány ellenére.
A kwashiorkor kialakulásában fontos tényező az aflatoxin mérgezés. Az aflatoxinokat a penészgombák termelik, és penészes ételek elfogyasztásával kerülhetnek a szervezetbe. Mérgező hatásukat a máj cytochrom P450 rendszerén keresztül fejtik ki a máj DNS-ének oxidációs károsodását okozva. Mivel a májban sokféle szérumfehérje, így speciálisan albumin termelődik, a kwasiorkor tünetei könnyen megmagyarázhatóak. Említésre érdemes, hogy a kwasiorkor leggyakrabban meleg, nedves környezetben jelentkezik, amely kedvez a penészgombák elszaporodásának.
A fehérjebevitelre csak az anabolikus folyamatokhoz van szükség. A katabolikus folyamatok tápanyagigényeit a szénhidrátok és a zsírok is kielégítik. A fehérjék lebontása az urea ciklus közbejöttével történik, amely a májban megy végbe, és könnyen meghaladhatja egy már károsodott máj kapacitását. Ennek következménye végzetes kimenetelű májelégtelenség lehet. Ebből következik, hogy a kwashiorkor betegségben szenvedő pácienseknél a fehérje csak fokozatosan állítható vissza az étrendbe.
Egy vizsgálatban, amelyet Malawi-ból származó ikreken végeztek a tanulmányozott csoporton belül a kwasiorkor az ikerpároknak csak egyik tagját érintette az esetek 50%-ában, egyidejűleg a mindkét ikret csak az esetek 7%-ában. Ha az ikrek bélflórájának baktériumait steril körülmények között nevelt egerekbe vitték be, az ikerpár beteg tagjából származó baktériumokat kapott egerek a típusos Malawi étrenden tartva, amely gabonalisztből, vízből és némi zöldségféléből állt, nagyobb testsúlyveszteséget szenvedtek. Felvetődött az a gondolat, hogy a bélflóra módosítása bélbaktériumok bevitelével talán segíthetne a betegségben szenvedő gyermekeknél.

## Fordítás
- Ez a szócikk részben vagy egészben  a   Kwashiorkor című angol Wikipédia-szócikk ezen változatának fordításán alapul.  Az eredeti cikk szerkesztőit annak laptörténete sorolja fel. Ez a jelzés csupán a megfogalmazás eredetét és a szerzői jogokat jelzi, nem szolgál a cikkben szereplő információk forrásmegjelöléseként.